# Who Wants to Be a Millionaire?
Cet article concerne la version originale[pourquoi ?] et ses adaptations dans le monde. Pour l’adaptation française, voir Qui veut gagner des millions ?. Pour la version belge, voir Qui sera millionnaire ?.
 (juin 2020).
Si vous disposez d'ouvrages ou d'articles de référence ou si vous connaissez des sites web de qualité traitant du thème abordé ici, merci de compléter l'article en donnant les références utiles à sa vérifiabilité et en les liant à la section « Notes et références ».
Who Wants to Be a Millionaire? (parfois écrit sans point d'interrogation : Who Wants to Be a Millionaire) est un jeu télévisé d'origine britannique, diffusé et adapté dans de nombreux pays depuis le 4 septembre 1998.

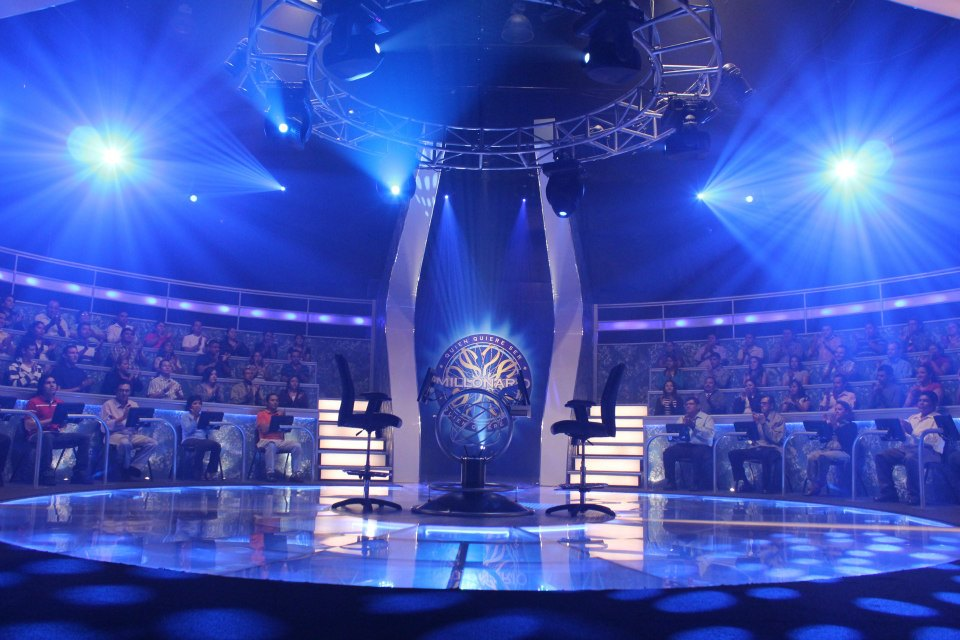
Version salvadorienne du jeu.

Il est fondé sur des questionnaires à choix multiples (QCM) de culture générale.
Le jeu original, Who Wants to Be a Millionaire?, est édité par 2wayTraffic, société de production néerlandaise.

## Règle du jeu
Le but du jeu est de répondre à une suite de 12 questions de culture générale et tenter de gagner la plus importante somme d'argent possible. Auparavant le nombre de questions était de 15 et l'est encore dans certains pays.

### Les questions
Le jeu se déroule autour d'une série de questions dont les gains associés augmentent à chaque échelon, pour atteindre une valeur maximale symbolique en fin de parcours. L'animateur pose, pour chaque échelon de la colonne, une question et propose quatre réponses possibles. La difficulté des questions s'accroît avec la somme proposée. Une fois la question posée, le joueur a toutefois le choix d'abandonner ou non le jeu sans répondre et repartir avec les gains de l'échelon précédent. Une fois sa réponse annoncée et validée (« c'est mon dernier mot » à partir de la troisième question), le joueur monte à l'échelon supérieur de la pyramide des gains si sa réponse est bonne. Si le candidat répond faux à une question, il quitte le jeu avec le montant du dernier palier atteint. Si le candidat répond mal à une question sans avoir atteint le premier palier, il repart les mains vides. Il y a également une limite de temps depuis août 2009.
La musique lancinante, les jeux de lumières et le fait que le présentateur demande à chaque fois au joueur de confirmer sa réponse par « C'est mon dernier mot » peuvent créer une certaine tension. Malgré tout, il n'y a pas de limite de temps (sauf pour le joker « appel à un ami ») et l'ambiance est parfois assez décontractée, en particulier lorsque les joueurs sont des personnalités qui jouent pour une association.

### Les gains

#### Pyramide des gains
La pyramide comporte des paliers qui, une fois atteints, et quel que soit le résultat des questions suivantes, assurent un niveau de gain aux candidats. Une erreur par la suite ne fait retomber qu'au palier précédent (au lieu de tout perdre).

## Les gagnants

### États-Unis

#### John Carpenter, le premier millionnaire
John Carpenter, venant de Hamden au Connecticut, a été le premier gagnant d'un million de dollars dans l'histoire de la télévision en participant à la version américaine du jeu (Who Wants to Be a Millionnaire) le 19 novembre 1999.
Il est parvenu à la dernière question sans utiliser un seul joker (ce n'était que le douzième épisode de la deuxième série), puis pour la question à 1 million, il a utilisé son joker « Appel à un ami », mais a appelé son père pour lui dire qu'il n'avait pas besoin de son aide, car il connaissait la réponse et qu'il allait donc gagner le million de dollars. John Carpenter a également été la première personne gagnante du million de dollars de toutes les versions internationales de Qui veut gagner des millions :

« Lequel de ces anciens présidents américains est apparu dans la série télévisée Laugh-in ? Lyndon Johnson, Richard Nixon, Jimmy Carter ou Gerald Ford ? 
(Appel à son père)
Regis Philbin: John... vous avez trente secondes.
John : Bonjour, papa.
Tom : Bonjour !
John : Um... Je n'ai pas besoin de ton aide. Je voulais juste te dire que je vais gagner 1 million de dollars !
(Rires de la foule, acclamations)
John : [avec 7 secondes restantes] ... Parce que la réponse est Richard Nixon et c'est mon dernier mot.
Regis : Mon Dieu. tout ce que je peux dire c'est que : Debbie [l'épouse], vous allez à Paris, et c'est la réponse finale entendue dans le monde entier, il a gagné un million de dollars !
(Acclamations de la foule) »

#### Autres gagnants
- Version de primetime présenté par Regis Philbin :
  - 18 janvier 2000 : Dan Blonsky venant de Miami en Floride
  - 23 mars 2000 : Joe Trela venant de Gilroy en Californie
  - 13 juin 2000 : Bob House venant de Gay en Géorgie
  - 6 juillet 2000 : Kim Hunt venant de Collierville à Tennessee
  - 11 juillet 2000 : David Goodman venant de Olney en Illinois
  - 10 avril 2001 : Kevin Olmstead venant d'Ann Arbor dans le Michigan (jackpot de 2 180 000 $)
  - 15 avril 2001 : Bernie Cullen venant de Santa Barbara en Californie (déjà apparu à la télé en 1996)
  - 7 septembre 2001 : Ed Toutant venant d'Austin au Texas (jackpot de 1 860 000 $)
- Version syndiquée présenté par Meredith Vieira à partir de 2002 :
  - 18 février 2003 : Kevin Smith venant de Los Angeles en Californie (premier gagnant de la version syndiqué)
  - 8 mai 2003 : Nancy Christy venant de Tulsa dans Oklahoma (première femme millionnaire)
  - 11 novembre 2009 : à la suite du tournoi par dix, Sam Murray venant de Philadelphie en Pennsylvanie a répondu correctement aux 15 questions puis est qualifié pour le tournoi final où Jehan Shamsid-Deen's sera son adversaire. Le 20 novembre, à la question à un million de dollars, Jehan ne trouvait pas la réponse et a décidé de s'arrêter à 250 000 $. Sam Murray a donc réussi à gagner le million de dollars.

## Cas de tricherie
L'émission britannique a connu un cas de tricherie d'un des participants le 10 septembre 2001. Un candidat, Charles Ingram, a en effet réussi à remporter un million de livres sterling à l'aide d'un complice. Le candidat énumérait à haute voix les réponses une à une, et un complice, dans le public, toussait lorsque la bonne réponse était énoncée. Son gain a été annulé, et le couple a été poursuivi en justice.